# Ursula Körbs
Ursula Körbs (* 22. November 1939 in Arnsdorf im Riesengebirge; † 28. Januar 1964 in Dresden) war eine deutsche Schauspielerin.

## Leben
Ursula Körbs wurde als Tochter des Schauspielerehepaares Hildegard Dreyer und Herbert Körbs geboren. Sie stand bereits als Kind auf der Bühne, besuchte jedoch erst eine Handelsschule, die sie mit Erfolg beendete. Anschließend studierte sie an der Deutschen Hochschule für Filmkunst mit Sitz in Potsdam-Babelsberg und erhielt am Gerhart-Hauptmann-Theater in Görlitz ihr erstes Engagement. 1961 wurde sie Ensemblemitglied am Staatstheater Dresden, wo sie ihren Ehemann Gerhard Vogt kennenlernte. Drei Wochen nach der Geburt des gemeinsamen Kindes verstarb Ursula Körbs.

## Filmografie
- 1957: Die Hexen von Salem
- 1959: Verwirrung der Liebe
- 1963: Jetzt und in der Stunde meines Todes
- 1964: Viel Lärm um nichts

## Theater
- 1948: Friedrich Hebbel: Maria Magdalena (als Knabe) (Stadttheater Jena)
- 1960: Harald Hauser: Weißes Blut – Regie: Jutta Klingenberg (Gerhart-Hauptmann-Theater Görlitz)
- 1961: Bertolt Brecht/Kurt Weill: Die Dreigroschenoper (Polly) – Regie: Wolfgang Pintzka (Gerhart-Hauptmann-Theater Görlitz)
- 1961: Fritz Kuhn: Kredit bei Nibelungen – Regie: Gerhard Winterlich (Staatstheater Dresden)
- 1962: William Shakespeare: Troilus und Cressida – Regie: Hannes Fischer (Staatstheater Dresden)
- 1962: William Shakespeare: Wie es euch gefällt – Regie: Horst Schulze (Staatstheater Dresden)
- 1962: Ignati Dworetzki: Hohe Wogen – Regie: Gerhard Winterlich (Staatstheater Dresden)